# سرزمین قبل از تاریخ ۵: جزیره اسرارآمیز
سرزمین قبل از تاریخ ۵: جزیره اسرارآمیز (انگلیسی: The Land Before Time V: The Mysterious Island) یک فیلم پویانمایی آمریکایی در ژانر ماجراجویی و فیلم موزیکال به کارگردانی و تهیه کنندگی چارلز گروسنور که در سال ۱۹۹۷ به صورت فیلم ویدئویی منتشر شده‌است.

## خلاصه داستان
وقتی موجوداتی کوچک همه غذاهای سبز دره بزرگ را می‌خورند؛ گله برای پیدا کردن دره دیگری حرکت می‌کند و…